# Anthony Vargas
Anthony Jesús Vargas Gómez (San Rafael, Heredia, 31 de marzo de 1993- Guadalupe, San José, 24 de octubre de 2022), fue un futbolista costarricense. Jugó de guardameta en Belén Fútbol Club, de la Primera División de Costa Rica. Inició su carrera deportiva en las categorías inferiores del equipo belemita, desde temprana edad, hasta ascender al conjunto absoluto en 2012. Sin embargo, debió retirarse cuatro años después por una afección cardíaca.
Fue dedicado como homenaje a su fallecimiento en la Copa Suerox 2022.

## Trayectoria

### Belén F.C.

#### Temporada 2012-2013
El guardameta fue progresando de manera positiva en el equipo de Belén hasta ascender, a la categoría definitiva, en el Campeonato de Invierno 2012. En esta competencia no tuvo participación, ya que en 19 juegos no fue convocado y en tres oportunidades esperó desde la suplencia. Por otra parte, su club alcanzó el octavo lugar de la tabla de posiciones con 28 puntos.
Para el Campeonato de Verano 2013, el portero no vio acción por 21 jornadas consecutivas. Debutó oficialmente el 5 de mayo, en la última fecha de la fase de clasificación ante San Carlos, en el Polideportivo de Belén. Anthony encajó cuatro goles en la derrota de 2-4. A pesar de que su equipo finalizara en el duodécimo puesto en la tabla, eludió el descenso por el puntaje acumulado de los dos torneos.

#### Temporada 2013-2014
A mediados de 2013, los organizadores de las competencias costarricenses retomaron la iniciativa de los Torneos de Copa, donde se llevó a cabo la edición de ese año. Los belemitas fueron instaurados en los octavos de final, ronda en la cual enfrentaron a Carmelita. En el encuentro de ida del 7 de julio, Vargas quedó en la suplencia en la pérdida de 1-2. Para la vuelta de tres días después, el portero no fue convocado y el marcador se repitió, esta vez con victoria. Debido al global de 3-3, los penales fueron requeridos para decidir al ganador. Las cifras de 3-2 no favorecieron a su conjunto, por lo que quedaron eliminados.
Durante todo el Campeonato de Invierno 2013, Anthony no fue tomado en cuenta por el entrenador Vinicio Alvarado. Por otra parte, su club finalizó en el último lugar con 17 puntos, en zona de descenso.
La misma situación se repetiría en el Campeonato de Verano 2014. Apareció en la lista de suplentes el 2 de marzo, en el Estadio El Labrador ante Uruguay de Coronado. Partido en el cual su club perdió con marcador de 3-0. Su estratega abandonó el cargo y nombró a Briance Camacho para asumir la segunda vuelta del torneo. Al término de las 22 jornadas, su conjunto pudo eludir el descenso de forma exitosa.

#### Temporada 2014-2015
En la Copa Popular 2014, el cancerbero no tuvo participación en los juegos de la fase de grupos contra Uruguay de Coronado, San Carlos y Herediano, con resultados de victoria y dos derrotas, respectivamente. En esta competición, solo el líder de la tabla avanzaba a la siguiente ronda y, con los marcadores obtenidos, su equipo no alcanzó esa posición.

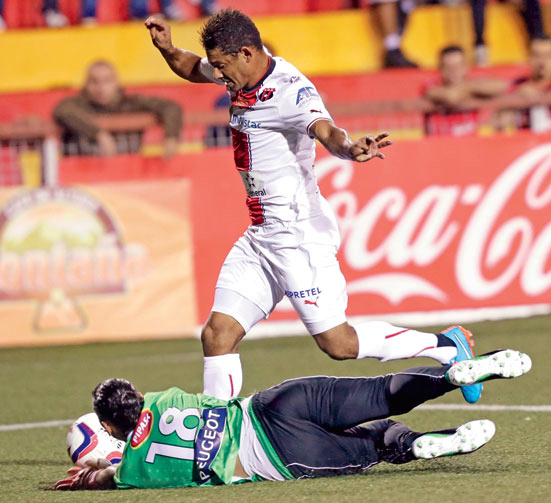
Anthony Vargas contra Armando Alonso de Alajuelense el 15 de octubre de 2014.

La regularidad para Vargas cambiaría para el Campeonato de Invierno 2014, donde en nueve oportunidades no fue convocado y en tres quedó en el banquillo. Debutó oficialmente el 15 de octubre, partido correspondiente a la fecha 14 contra Alajuelense, en el Estadio Rosabal Cordero. El portero fue titular en la victoria de 2-0, con goles de sus compañeros José Carlos Cancela y Ariel Santana. El 26 de octubre, en el juego frente al Deportivo Saprissa en el mismo escenario deportivo, el guardameta brindó una asistencia a Leonardo Adams para colocar el empate de 2-2 momentáneo del compromiso. El resultado terminó en triunfo de 4-3. Al finalizar la fase regular de la competencia, Anthony contabilizó 10 encuentros disputados, con 880 minutos de participación.
En el Campeonato de Verano 2015, el arquero fue relegado nuevamente a la suplencia, e incluso no fue tomado en consideración por el director técnico. A finales de febrero, su equipo cambió el entrenador y nombró a Manuel Gerardo Ureña para el cargo. El portero, por su parte, no vio acción por 16 cotejos y en 4 ocasiones quedó en el banquillo. Participó en la jornada 21 del 22 de abril ante Pérez Zeledón, donde los belemitas obtuvieron la victoria de 1-0. Vargas fue titular en la derrota de 3-2 sobre la Universidad de Costa Rica, en la última fecha. Su conjunto quedó de último en la tabla, pero de noveno en la general, por lo que no tuvo problemas con el descenso.

#### Temporada 2015-2016
El 6 de julio dio inicio el Torneo de Copa 2015, el cual su club debutó en la primera fase contra Barrio México, en el Estadio "Coyella" Fonseca. Anthony fue titular y el empate sin goles prevaleció hasta el final del compromiso. Los penales fueron requeridos para la desigualdad, y su conjunto ganó con cifras de 4-1. En la segunda ronda del 12 de julio ante Cariari, Vargas participó los 90 minutos y sus compañeros Leonardo Adams, Josué Rodríguez y Bryan Solórzano anotaron para la victoria de 3-0. En la ida y vuelta de la tercera fase frente a Herediano, el portero fue el titular en ambos juegos. Sin embargo, su equipo perdió con marcadores de 3-2 y 0-2, respectivamente, por lo que quedaron eliminados.
Para el Campeonato de Invierno 2015, la situación del guardameta se volvió mucho más positiva al poseer la titularidad. La primera fecha se dio el 2 de agosto ante el Deportivo Saprissa, en el Estadio Rosabal Cordero; Vargas encajó dos goles en la pérdida de 0-2. Manuel Gerardo Ureña fue destituido de su club al término de la jornada, para dar espacio a Kenneth Barrantes de forma interina. El argentino Juan Cruz se hizo cargo del club, pero fue sustituido por José Giacone, de la misma nacionalidad. Anthony jugó 11 partidos, en 5 veces no fue convocado y en 6 quedó en la suplencia. El conjunto herediano logró el noveno lugar con 21 puntos.
Durante siete juegos consecutivos del Campeonato de Verano 2016, el portero esperó desde el banquillo. Debutó el 21 de febrero, en el encuentro ante Carmelita, donde su club ganó con marcador de 1-0. Al término de la fase de clasificación, Vargas apareció en 13 partidos y el conjunto belemita obtuvo su histórica clasificación a la ronda eliminatoria, tras lograr el cuarto lugar con 39 puntos. La semifinal de ida se desarrolló el 1 de mayo, de local en el Estadio Rosabal Cordero contra Herediano. El cancerbero participó los 90 minutos en el empate de 1-1. La vuelta se llevó a cabo en el mismo escenario deportivo, esta vez en condición de visitante. El mismo resultado se repitió, pero la ventaja deportiva de mejor ubicación en la tabla favoreció al rival. Debido a esto, su equipo quedó eliminado.

#### Temporada 2016-2017
El entrenador argentino salió del equipo y los directivos nombraron al mexicano Fernando Palomeque. En la primera fecha del Campeonato de Invierno 2016, realizada el 17 de julio, Vargas no fue convocado por problemas con su corazón. En los días posteriores se le efectuaron exámenes médicos, para conocer exhaustivamente el estado de su salud y sus condiciones para participar en el club. El 22 de julio, se dictaminó que el guardameta debe retirarse del deporte de manera oficial. El doctor del equipo explicó que Anthony tenía el riesgo de sufrir una muerte súbita debido a una patología llamada miocardiopatía hipertrófica.

"Se realizaron pruebas médicas, entre ellas un electrocardiograma y se detectaron algunas alteraciones por lo que se le hizo la consulta a un cardiólogo y nos sugirió realizar el ecocardiografía, donde se nota un aumento en el grosor de las paredes del músculo cardiaco"
—Jeffrey Jácamo (doctor de Belén F.C.). 22 de julio de 2016. Heredia.

## Fallecimiento
Vargas falleció de un infarto cardíaco la mañana del 24 de octubre de 2022, mientras se realizaba el entrenamiento de su equipo, Guadalupe Fútbol Club en el Estadio Coyella Fonseca, donde preparaba a los porteros. Tenía 29 años.

## Estadísticas
- Actualizado a fin de su carrera deportiva

| Belén F. C. · Costa Rica | 1.            | 2012-13       | 1  | -4  | Inexistentes | Inexistentes | Inexistentes | Inexistentes | 1  | -4  |
| Belén F. C. · Costa Rica | 1.            | 2014-15       | 12 | -14 | Inexistentes | Inexistentes | Inexistentes | Inexistentes | 12 | -14 |
| Belén F. C. · Costa Rica | 1.            | 2015-16       | 26 | -30 | 4            | -5           | Inexistentes | Inexistentes | 30 | -35 |
| Belén F. C. · Costa Rica | Total club    | Total club    | 39 | -48 | 4            | -5           | 0            | 0            | 43 | -53 |
| Belén F. C. · Costa Rica | Total carrera | Total carrera | 39 | -48 | 4            | -5           | 0            | 0            | 43 | -53 |
| 1. Fuente:Transfermarkt  |               |               |    |     |              |              |              |              |    |     |